# Lijst van voetbalinterlands Aruba - Panama (vrouwen)
Deze lijst van voetbalinterlands is een overzicht van alle officiële voetbalinterlands tussen de nationale vrouwenteams van Aruba en Panama. De landen hebben tot nu toe één keer tegen elkaar gespeeld.

## Wedstrijden
| № | Plaats   | Datum         | Competitie           | Wedstrijd      | Uitslag |
| - | -------- | ------------- | -------------------- | -------------- | ------- |
| 1 | Belmopan | 10 april 2022 | WK 2023 kwalificatie | Aruba − Panama | 0 − 9   |

## Samenvatting
| Competitie      | Totaal gespeeld | Winst Aruba | Gelijk | Winst Panama | Doelsaldo Aruba – Panama |
| --------------- | --------------- | ----------- | ------ | ------------ | ------------------------ |
| WK kwalificatie | 1               | 0           | 0      | 1            | 0 − 9                    |
| Totaal          | 1               | 0           | 0      | 1            | 0 − 9                    |